# I. Jakab ciprusi király
I. Jakab (1334 – Nicosia, 1398. szeptember 9.), franciául: Jacques Ier de Chypre, örményül: Հակոբ Ա, görögül: Ιάκωβος Α' της Κύπρου, ciprusi király, címzetes jeruzsálemi és örmény király. A Lusignan(-Poitiers)-ház tagja.

## Élete
Édesapja IV. Hugó ciprusi király, édesanyja Ibelin Aliz ciprusi úrnő. Jakab 1365-ben a mostohatestvérét, Helvis braunschweig-grubenhageni hercegnőt vette feleségül, akinek az apja, Fülöp (1332–1369) braunschweig-grubenhageni herceg, a Jeruzsálemi Királyság címzetes hadsereg-főparancsnoka másodszorra Jakab özvegy anyját, Ibelin Alizt vette feleségül, így a szüleik házasságával a későbbi házastársak, ha vér szerint nem is, de jogilag testvérek lettek. Helvisnek és Jakabnak tizennégy gyermeke született.
Jakab 1382-ben, unokaöccse, II. (Kövér) Péter halála után lett ciprusi király, de ekkor éppen genovai fogságban volt a családjával, ezért hivatalosan csak a kiszabadulása után, 1385-ben foglalhatta el ténylegesen a trónját, és koronázhatták ciprusi királlyá Nicosiában 1385 májusában. 1393-ban az utolsó örmény király, V. (Lusignan) Leó halála után mint a Lusignan-ház feje megörökölte az örmény királyi címet unokatestvérétől, akinek nem voltak törvényes leszármazottai. 

## Gyermekei
- Feleségétől, Helvis (1353/54–1421/22) braunschweig-grubenhageni hercegnőtől, 14 gyermek:
  - N. (leány) (1372–1374) ciprusi királyi hercegnő
  - Janus (1374/75–1432), I. Janus néven ciprusi király, 1. felesége Visconti Anglesia (1374/80–1439) milánói úrnő, elváltak, gyermekei nem születtek, 2. felesége Bourbon Sarolta (1386/90–1422), La Marche grófnője, 4 gyermek+3 természetes gyermek, többek között:
    - (második házasságából): János (1418–1458), II. János néven ciprusi király, 1. felesége Palaiologina Amadea (1420 (körül)–1440) montferrati őrgrófnő, gyermekei nem születtek, 2. felesége Palaiologina Ilona (1428–1458) bizánci császári hercegnő, 2 leány+1 természetes fiú, többek között:
      - (második házasságából): Sarolta (1442–1487), apja utóda a ciprusi trónon I. Sarolta néven (1458–1461), első férje Portugáliai János (1433–1457) coimbrai herceg, nem születtek gyermekei, a második férje Lajos (1436–1482) savoyai herceg, egy fiú:
        - (második házasságából): Savoyai Hugó (Henrik) (1464 – 1464. július 4. előtt) ciprusi királyi herceg

      - (Ágyasától, Patraszi Marietta görög úrnőtől): Jakab (1438–1473), II. Jakab néven elbitorolta a ciprusi trónt húgától, Saroltától (1461–1473), felesége Cornaro Katalin (1454–1510) velencei patriciuslány, aki fia halála után I. Katalin néven ciprusi királynő (1474–1489) lett, 1 fiú, ágyasaitól négy további gyermek, többek között:
        - (Házasságából): III. Jakab (1473. augusztus 28. – 1474. augusztus 26.) ciprusi király a születésétől a haláláig

  - Guido (1375 után–1396 előtt) ciprusi királyi herceg
  - N. (fiú) (–1396 előtt) ciprusi királyi herceg
  - Échive (–1406 után) ciprusi királyi hercegnő, férje Sclavus von Asperch (1360 körül–1406 után)
  - Fülöp (1377/85–1428/32) ciprusi királyi herceg, nem nősült meg, 1 természetes fiú
  - Jakobea (1380 előtt–1396/98) ciprusi királyi hercegnő
  - Mária (1381–1404) ciprusi királyi hercegnő, férje I. (Durazzói) László (1376–1414) nápolyi király, gyermekei nem születtek
  - Henrik (1380/85–1426) ciprusi királyi herceg, Galilea címzetes fejedelme, felesége unokatestvére, Lusignan Eleonóra (1390/91–), gyermekeik nem születtek, 3 természetes gyermek
  - Izabella (1382 előtt–1432 előtt) ciprusi királyi hercegnő, 1. férje unokatestvére, Lusignan János (1386 után–1413/32 előtt) ciprusi királyi herceg, gyermekei nem születtek, 2. férje unokatestvére, Péter (1387 után–1451) ciprusi királyi herceg, Tripoli címzetes grófja, Ciprus régense, gyermekei nem születtek
  - Ágnes (1382–1459) ciprusi királyi hercegnő, apáca, Ciprus régense
  - N. (leány) (–1396 előtt) ciprusi királyi hercegnő, férje N. Silvanus, gyermek
  - Eudo (1385/90–1421) ciprusi királyi herceg, felesége unokatestvére, Lusignan Lujza (1392/93–), gyermekei nem születtek
  - Hugó (1391–1442) ciprusi királyi herceg, Nicosia bíboros érseke

## Külső hivatkozások
- Foundation for Medieval Genealogy/Cyprus Genealogy – 2014. május 28.
- Genealogie-Mittelalter/Jakob I. König von Zypern – 2014. május 28.
- Euweb/Poitou/Cyprus – 2014. május 28.

| Előző II. (Kövér) Péter | Ciprusi király 1382 – 1398              | Következő I. Janus |
| Előző II. (Kövér) Péter | Címzetes jeruzsálemi király 1382 – 1398 | Következő I. Janus |

| Előző V. Leó | Címzetes örmény király 1393 – 1398 | Következő I. Janus |